# Andrew Pyper
Andrew Pyper (Stratford, Ontario, 29 de marzo de 1968 - 3 de enero de 2025) fue un galardonado escritor canadiense de ficción.

## Biografía
Pyper es el más joven de cinco hermanos. Empezó a leer desde una temprana edad, lo cual le inspiró para comenzar en el mundo de la escritura. Estudió en la Universidad McGill ,en Montreal ,donde obtuvo una licenciatura y un máster en Literatura Inglesa. También estudió Derecho en la Universidad de Toronto y, a pesar de ser admitido en el Colegio de Abogados en 1996, nunca ha ejercido como tal. 
Mientras realizaba sus estudios en la Universidad de Toronto, publicó varios relatos cortos en revistas literarias canadienses como Quarry y The New Quarterly.

## Ámbito literario
Pyper se propuso a sí mismo publicar un libro antes de los treinta. Sin saberlo, su editor de la revista Quarry, Steve Heighton, envió algunos de sus relatos a John Metcalf, un editor de la editorial canadiense The Porcupine's Quill. Para la sorpresa de Pyper, Metcalf los publicó en octubre de 1996 en un volumen titulado Kiss Me.
Después, obtuvo una plaza de escritor residente en la Universidad de Trent, donde escribiría su primera novela, Lost Girls. Fue publicada en Canadá en 1999 por la gran editorial HarperCollins, convirtiéndose en un superventas canadiense. Estuvo posicionado en el Top 10 en libros de bolsillo del Times y Top 30 en The New York Times. Además, la novela fue traducida a varios idiomas y por el momento se está desarrollando como una serie de televisión, con Pyper como creador y productor ejecutivo. 
The Trade Mission fue su segunda novela, publicada en Canadá en 2002 y un año más tarde en Estados Unidos. The Times la describió como "intrigante" mientras que el crítico de The Boston Globe la definió como "impresionante y con una buena trama".
Sus siguientes novelas fueron The Wildfire Season,  The Klling Circle, The Guardians, The Demonologist y The Damned. Los derechos de su sexta novela fueron cedidos a Universal Pictures y a Robert Zemeckis, director ganador de un Óscar y productor.
Pyper también dio clases de escritura creativa en la Universidad de Toronto y en la Universidad de Colorado. 
Su última novela, The Homecoming, fue publicada en 2019.

## Premios
Pyper fue galardonado con The Grant Allen Award por su contribución al género policíaco y de misterio.

## Obras
- 1996,  Kiss Me
- 1999,  Lost Girls
- 2002,  The Trade Mission
- 2005,  The Wildfire Season
- 2008,  The Killing Circle
- 2011,  The Guardians
- 2013,  The Demonologist
- 2015,  The Damned
- 2017,  The Only Child

### Relatos
Todos fueron publicados en 2012 por la editorial HarperCollins y se encuentran disponibles en eBook.
- Sausage Stew
- Dime Bag Girl
- Call Roxanne
- If you Live'd Here You'd Be Home By Now
- House of Mirrors
- The Earliest Memory Exercise
- Camp Sacred Heart
- Breaking and Entering
- The Author Shows a Little Kindness
- Magnificient
- 10001 Names and Their Meanings
- X-ray